# Obovaria
Obovaria је род слатководних шкољки, мекушаци из породице Unionidae. То су речне шкољке и постоје најмање шест описаних врста и све се налазе у САД. Obovaria subrotunda се налази у Канади.

## Врсте
Врсте у оквиру рода Obovaria:
- Obovaria haddletoni (Athearn, 1964)[1]
- Obovaria jacksoniana, (Frierson, 1912)
- Obovaria olivaria, (Rafinesque, 1820)
- Obovaria retusa,  (Lamarck, 1819)[2]
- Obovaria subrotunda,  (Rafinesque 1820)
- Obovaria unicolor, (Lea, 1845)